# Енеа Силвио Пиколомини
Енеа Силвио Пиколомини (Сијена, 1643. — Призрен, 9. новембар 1689) је био италијански племић и аустријски војсковођа, истакнута личност Великог бечког рата.

## Каријера
Енеа Силвио Пиколомини је потицао из старе италијанске племићке породице Пиколомини из Сијене. Рођен је 1643. године. Из породице су дошла и двојица папа: Пије II и Пије III. Пиколомини је 1660. године напустио Сијену и отишао у Беч. Успео се пробити у регименту грофа Рабате. Године 1675. Пиколомини је потпоручник у рату са Французима. Под командом је Рајмунда Монтекуколија. Пиколомини се прославио у Великом бечком рату. Након пропасти турске опсаде Беча (1683), створена је под покровитељством папе Иноћентија Света лига коју су чинили Хабзбуршка монархија, Млетачка република и Пољска. Током Мохачке битке, Пиколомини, који је имао чин генерал-потпуковника, је успешно зауставио напад бројчано јаче турске коњице помажући у спашавању левог крила аустријске војске. Предводи 1689. године аустријску војску на Косову. Након освајања Ниша, војска се поделила у два правца. Баденски је кренуо долином Тимока ка Видину, док је Пиколомини кренуо ка Прокупљу, праћен одредима Српске милиције под Павлом Несторовићем и Антонијем Знорићем. Покушао је заузети османске територије на Косову, Босни и Македонији. Наредио је да се спали Скопље, како би се спречило избијање епидемије куге. Многи Срби побегли су на север под патријархом Арсенијем. Пиколомини је умро 9. новембра 1689. године у Призрену у тренутку преговора са пећким патријархом.